# Храм Святителя Николая Чудотворца на Хлудовской стороне Сочи
.
Храм Святителя Николая Чудотворца — православный храм в городе Сочи (ныне разрушен), располагавшийся на Хлудовской стороне, за Хлудовским парком(в настоящее время — парк «Ривьера»).
При храме в 1913 году было организованно одноимённое ему Свято-Николаевское братство, содержалась мужская гимназия, планировалось строительство приюта для нуждающихся.

## История

### Предпосылки к строительству храма.
Посад Сочи в 1910 годы испытывал время бурного развития. На примыкающей к посаду Хлудовской стороне в 1909 году был построен санаторий «Кавказская Ривьера», функционировал парк, успешно продавались земельные участки под дачную застройку. С каждым годом, в летний сезон, увеличивалось количество дачников, курортников и сезонных рабочих. Переполненность единственного в посаде храма Михаила Архангела, а так же его значительная удаленность от Хлудовской стороны способствовала возникновению строительного комитета по постройке школы и домовой церкови. Комитет возглавляла попечительница Александровской Общины сестер милосердия в Санкт Петербурге М.Н. Зиновьева.Так же существовал второй комитет по устройству приюта для детей-сирот, под председательством В.В. Данилевской. Два этих комитета были объединены в один и в 1911 году обратились к Императрице Александре Федоровне с ходатайством об оказании помощи в постройке проектируемой комитетом церкви, двухклассной сельской школы с краткими практическими курсами по сельскому хозяйству, садоводству и необходимым в крестьянском быту ремеслам, а также приюта для десяти сирот в возрасте от трех до десяти лет. В состав комитета по строительству вошли: жена камергера Двора Его Императорского Величества -  попечительница Александровской Общины Мария Николаевна Зиновьева, дворяне - Елена Флорентьевна  Киртбайя (Перлова), Константин Алексеевич Киртбайя, генерал-майор в отставке Д. И. Гангардт,  полковник в отставке Кушлянский, В.В. Данилевская, Введенский, Чехович, Кованько, Нефедьев, Россиев. 

### Основание для строительства храма.
Основанием для постройки храма явилось Высочайшее повеление от 13 февраля 1912 года об отведении строительному комитету участка земли казённых Хлудовских имений (бывших имений купца первой гильдии Василия Хлудова) для постройки храма, приюта и школы. Свято-Николаевская церковь на Хлудовской стороне являлась самостоятельным приходом в составе Второго благочинного округа Сухумской епархии.

### Церковь до 1917 года.

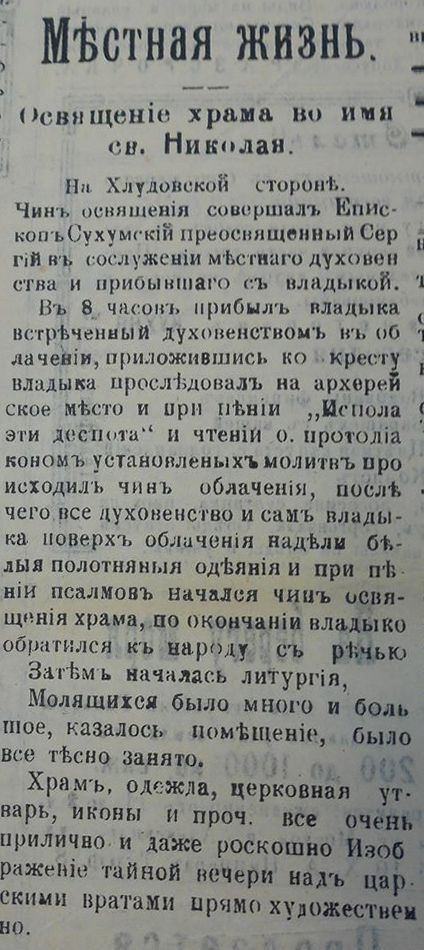
Статья из газеты «Сочинский листок», об освящении храма Св. Николая на Хлудовской стороне. Источник - личный архив В.Н. Костиникова.

Храм состоял из двух приделов — нижнего и верхнего, но верхний придел достроить не удалось из-за начавшейся в 1914 году Первой мировой войны и последовавшей за ней революцией. В связи с этим храм в обиходе получил название «церковь без купола».
⟨... ⟩ На Хлудовской стороне сейчас же за парком находятся развалины Хлудовского винного погреба. Общий вид с горы неважный и представляет собой обгоревшие потрескавшиеся каменные столбы перетянутые железными балками. Совершенно другой вид получается на эти же развалины если посмотреть на них со стороны реки. Трехэтажный дом почти весь, с двух сторон, в земле.Первый этаж цел и ремонтируется под молитвенный дом, учрежденного 15 декабря сочинского Свято-Николаевского братства. В окнах первого этажа вделаны решетки. В одном отделении ввиде креста, здесь решено устроить алтарь будущего храма. Средства, частью собранные в Москве и в Сочи, пойдут на внутренний большой ремонт, по облицовке, осушению отсыревших стен, потолка и пола. Весьма внушительный вид представляет помещение подвала ввиде катакомб, с парусными арками, полутемного громадного зала. И напоминает собой церковь древних христиан, прятавшихся на заре христианства в подобныя подземелья.Глубоко молитвенное настроение посетит здесь молящихся, когда в будущем храме разнесутся клубы фимиана, прорезываемого мерцающими свечами и лампадами перед ликами святых. И где будут слышаться прочувственные возгласы священника и пение хора исходящими как бы из таинственного мира, будящего в нас добрые, святые чувства, любви к человеку.Большое начатое дело требует отклика. Этим мы создадим себе маяк милосердия и место, где сможем отрешиться от будничной злобы современных условий жизни. Откликнись же, кто имеет живую душу! ⟨...⟩
С 1912 года и до момента полного и окончательного его закрытия в начале 1930-х годов приход владел на участке земли в 1 десятину церковью, размещённую в бывших подвалах винного завода (площадью не менее 150 м²), 2-этажным зданием школы, трехъярусной колокольней, хозяйственными и жилыми постройками на территории общины, часовней-книжницей на базарной площади, жилым домом № 13 по Виноградной улице. Всё имущество было национализировано без возмещения в связи с постановлением от 15 января 1918 года.

### Церковь в советское время.
В советское время храм был перестроен в безалкогольный, а позже в пивной завод В годы Второй мировой войны на этом заводе изготавливали бутылки с зажигательной смесью. В годы «перестройки» пивзавод закрыли.

### Современное состояние.

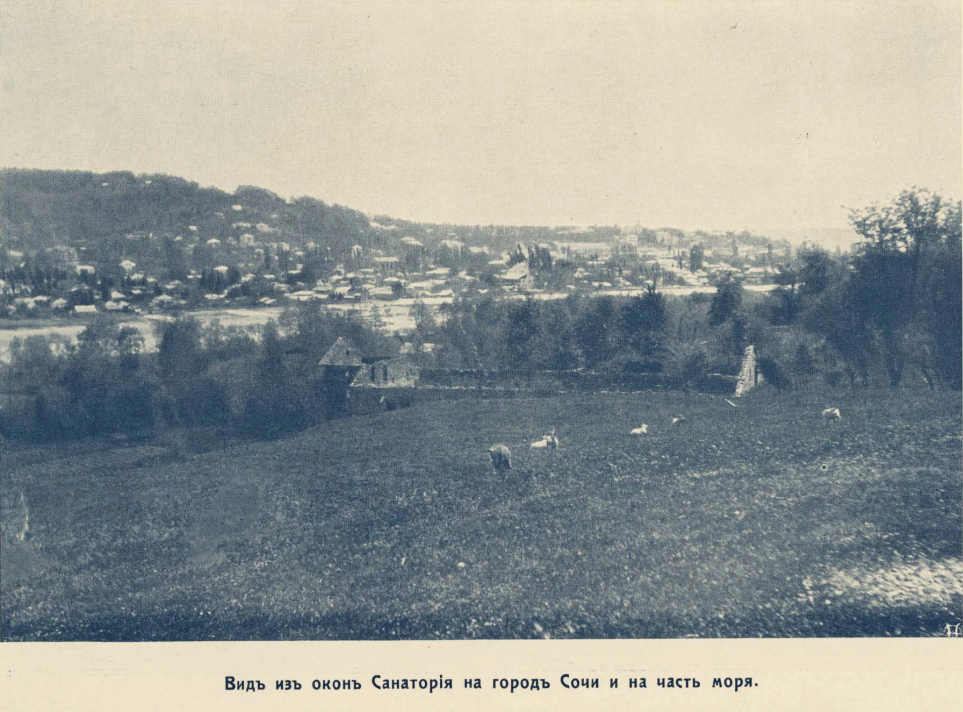
Развалины здания Хлудовского винного завода.Снимок сделан до 1914 года.

К 2013 году все постройки на бывшей храмовой территории (за исключением одного здания) включая остатки здания храма, были снесены. Территория застроена жилищным комплексом «Ривьера».

### Строительство памятной часовни.
Предполагается, что на историческом месте храма будет возведена памятная часовня

## Свято-Николаевское братство.
С 15 декабря 1913 года при Свято-Николаевском храме начало свою деятельность Сочинское Свято-Николаевское Братство.
В братстве помимо простых людей и духовенства состояли такие видные деятели своего времени как: обер-прокурор Святейшего Синода Владимир Карлович Саблер, Экзарх Грузии архиепископ Карталинский и Кахетинский Алексий Молчанов, епископ Сухумский Сергий Петров, епископ Уфимский и Мензелинский Андрей Ухтомский, академик Императорской Академии наук Алексей Иванович Соболевский, педагог - славист, действительный статский советник Иван Михайлович Белоруссов,начальник Сочинского округа Ф. И. Яников, городской голова Сочи Николай Воронов,настоятель храма Архистратига Божия Михаила в Сочи Сергий Смарагдов

### Воззвание и Божие благословениеепископа Сухумского Андреяк основанию братства.

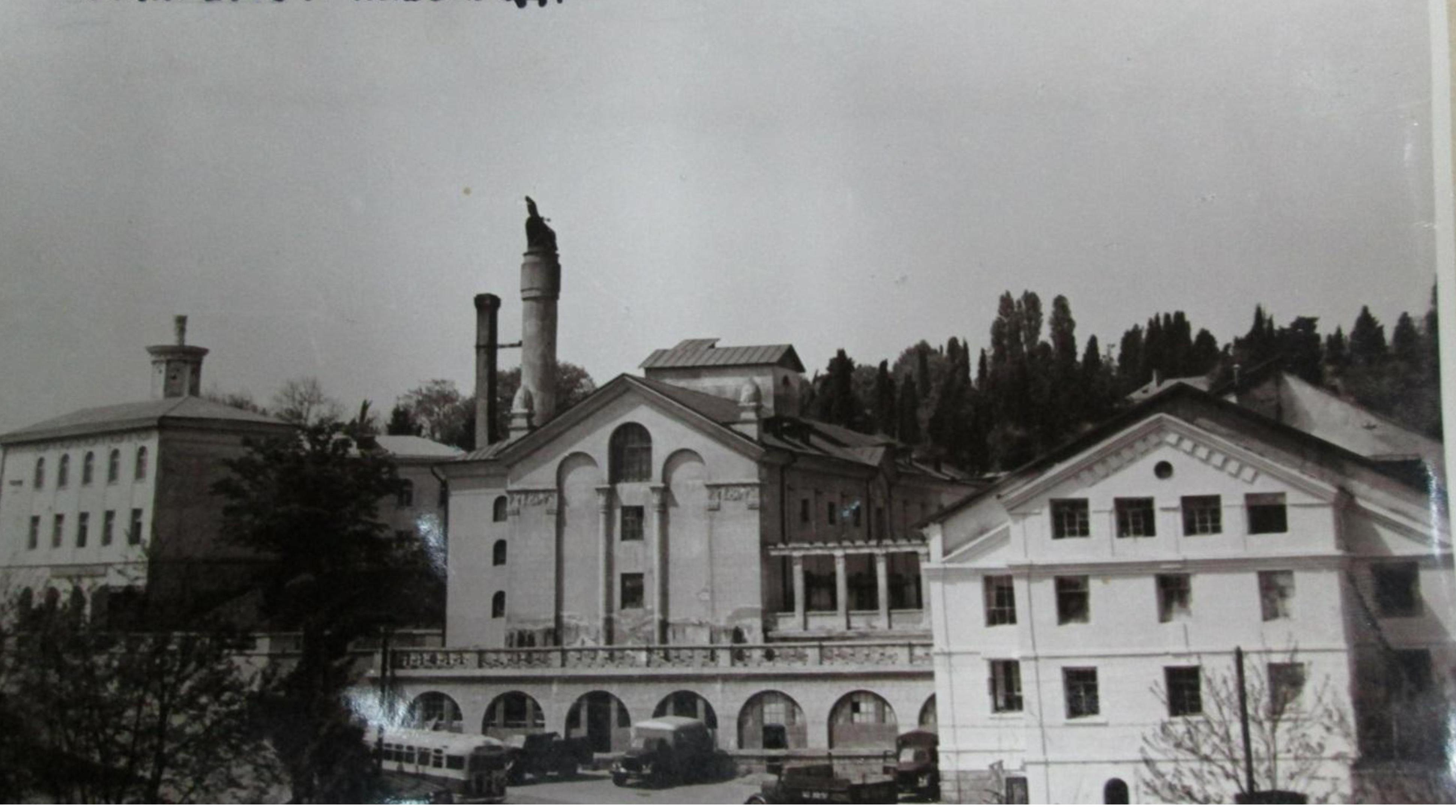
Перестроенное здание храма Св. Николая под пивзавод. Снимок начала 1960 годов.

«Православным жителям города Сочи и Сочинского округа» Возлюбленные о Христе Братья и сестры! Сердце мое разрывается на части: хочется быть и у вас, среди вашего Христианского братства, и в Новороссийске с учащимися, которые меня ждут, и в Бедии, в новом, некогда великолепном, ныне восстающем из развалин монастыре; я уже не говорю, что Господь не снимает с моей совести забот о моих казанских крещенных татарах. — Братья мои, прошу ваших молитв об укреплении сил моих, а пока посылаю вам это письмо вместо того, чтобы ехать к вам. Христианская ревность о Церкви святой вашего собрата, возлюбленного о Господе раба Божия Павла (я говорю о Павле Амплиевиче Россиеве), заставила меня утвердить устав особого Сочинского Братства во имя святителя Николая. Но не в уставе дело, не в его параграфах; а все наше дело, вся наша жизнь должна быть преисполнены христианскою любовью, пламенною, ревностною о брате погибающем, Христовою любовью к нему. Вот об этом я и хочу сказать вам! Но вместо моей немощной речи прошу вас прочитать внимательно 12-ю главу Первого послания Св. апостола Павла к Коринфянам. Посмотрите, что такое Церковь Христова; вдумайтесь, до какой степени мы должны быть близки ко Христу и как должны любить друг друга! Обратите внимание: каждому дается проявление (святого) Духа на пользу. Не сказал апостол: «Дается некоторым», а твердо говорит: «Каждому дается»… Не отговаривайся поэтому, брат мой, что тебе мало дано… Тебе дано столько, сколько ты можешь вместить! А ты отыщи в себе тот момент, которым ты можешь послужить ближнему и св. Церкви, и Господь преумножит твои духовные дарования. Так, братья, мы не будем равнодушны при виде горя ближнего, наиболее тяжкого: духовного расслабления, душевной его раздвоенности. Такие немощные живут и рядом с вами, в вашем городе, и еще более — около него: Духовный голод там велик, страдания душевные — тяжки. Я сам их видел. Поэтому, если мы «тело Христово», мы — должны почувствовать их горе и помочь им. Господь да благословит вас всех, кто восчувствует свою принадлежность ко святому телу Церковному и проникнется радостной любовью к братии своей. Призываю Божие благословение на святые труды ваши и желаю успеха тем более, что Сочинское Братство открывается при совершенно исключительных условиях. Господь да будет нам помощником!Андрей, Епископ Сухумский 1 декабря 1913 г."

### Староста храма и председатель Свято-Николаевского братства писательПавел Россиев(1873—1920)
Председателем совета братства стал краевед, общественный деятель, директор Тюремного комитета в посаде-городе Сочи, руководитель комитета по постройке одноимённого храма и совместной с министерством народного просвещения школы на Хлудовской стороне, а также староста Свято-Николаевского прихода литератор Павел Россиев После Февральского переворота 1917 года Россиев принимал участие в Поместном соборе Православной российской церкви как мирянин от Сухумской епархии, а осенью 1920 года был арестован в Сочи большевиками по обвинению в редактировании статей контрреволюционного характера и вскоре расстрелян.

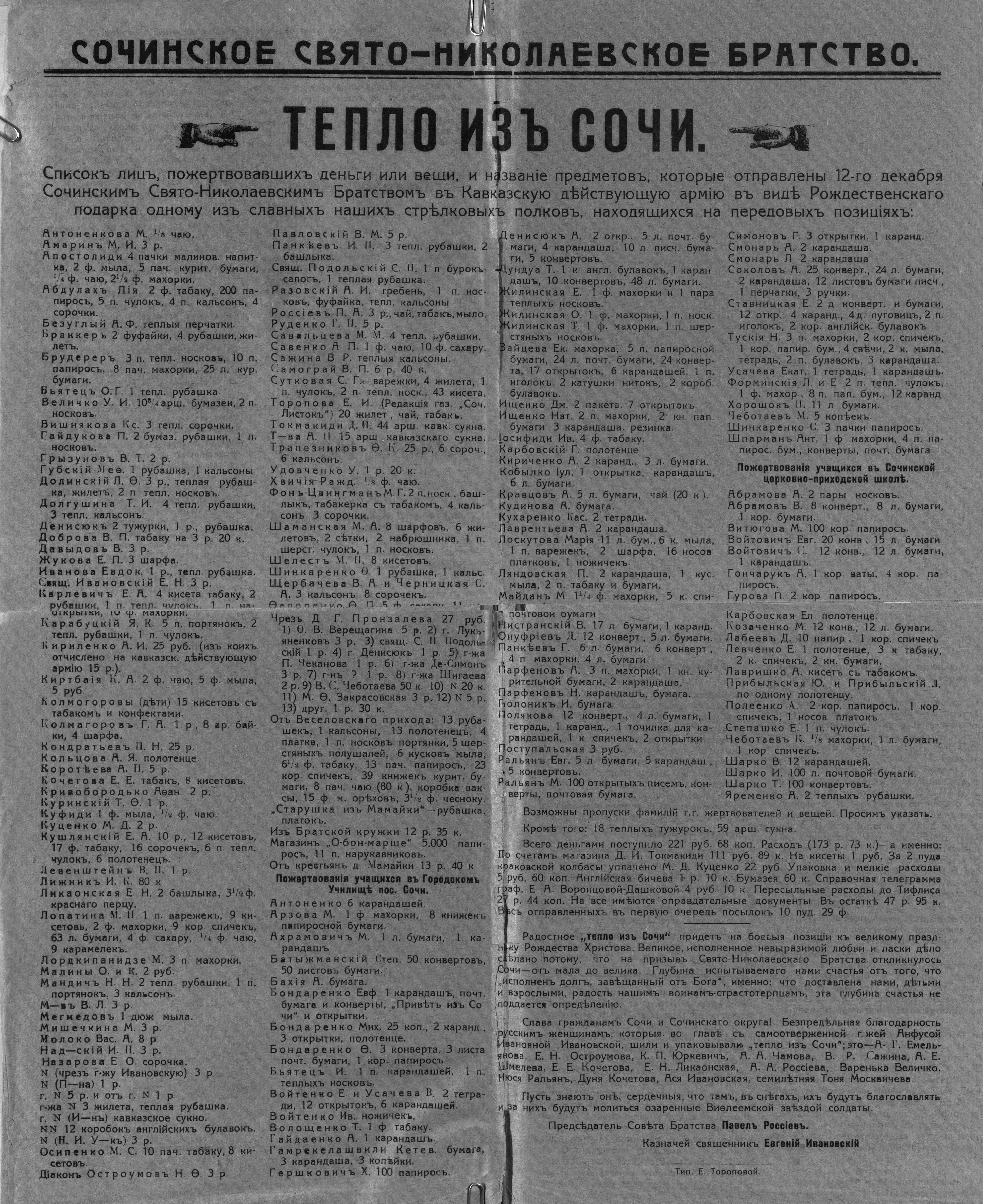
"Тепло из Сочи" - Список жертвователей для войнов Кавказской армии. Копия из фондов Р.Н.Б.

## Свято-Николаевское братство в период первой мировой войны

### Известия Сочинского Свято - Николаевского Братства.
С 1 декабря 1914 года у Сочинского Свято-Николаевского Братства появился собственный печатный орган «Известия Сочинского Свято-Николаевского Братства»

### Сбор средств для Кавказской армии
В декабре 1914 года Свято-Николаевским братством был произведен сбор денежных средств и теплых вещей для действующей Кавказской армии в виде рождественского подарка одному из стрелковых полков, находящихся на передовых позициях.

### Передача медицинского лазарета военному ведомству
В январе 1916 года. Свято-Николаевское братство передало имевшийся в их распоряжении медицинский лазарет в ведение военного ведомства, которое сделало для братства особую палату имени Свято-Николаевского братства.

### Открытие грузинской библиотеки — читальни
Пятнадцатого марта 1916 года в Сочи при участии Свято-Николаевского братства состоялось открытие грузинской библиотеки читальни. После молебна отец Евгений Ивановский преподнес в дар Православным Грузинам два Евангелия на грузинском языке. За этим председатель братства П. А. Россиев произнес длинную речь,В его выступлении было много воспоминаний из истории Грузии, Обозначил значение библиотеки как просветительского учреждения.

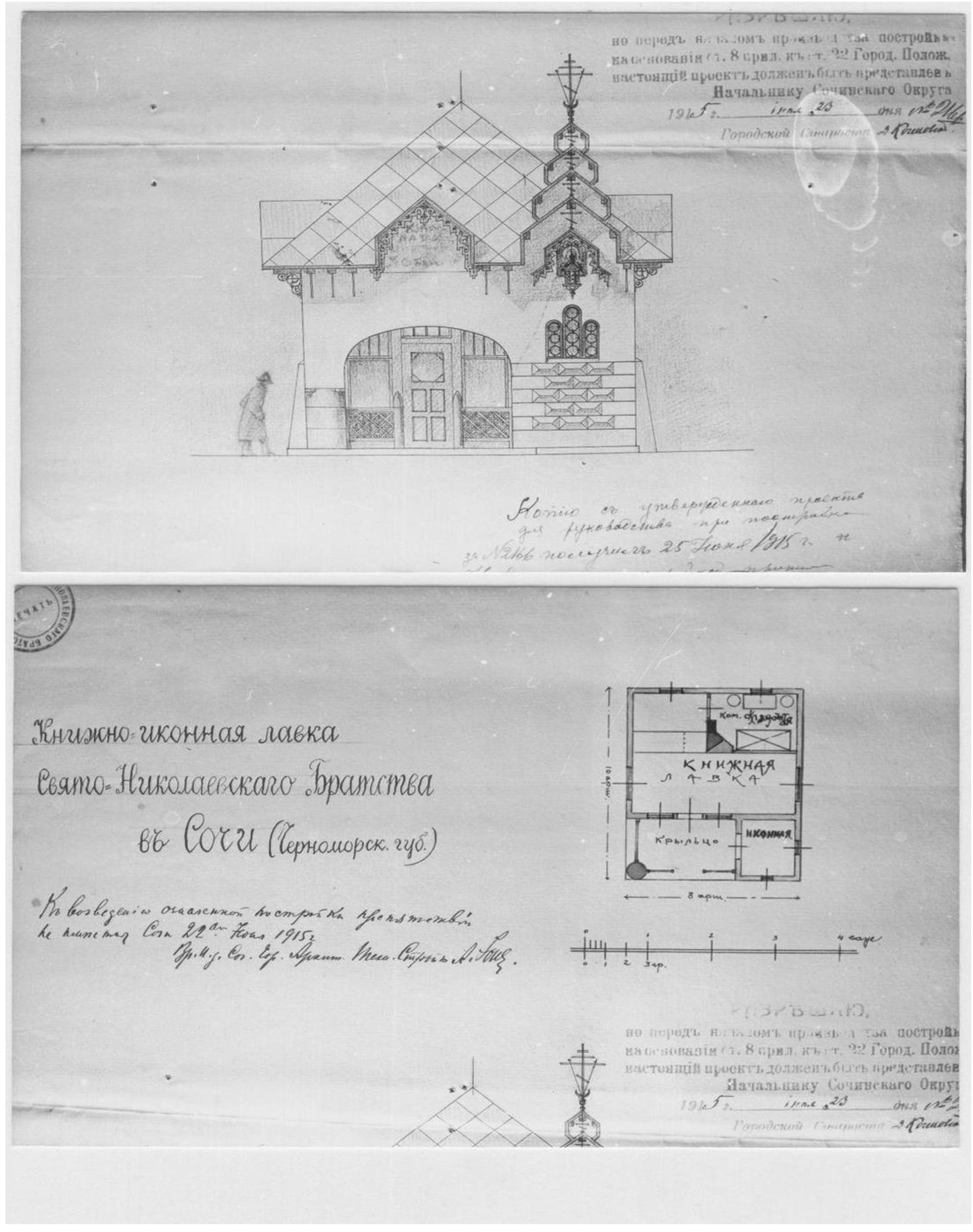
Проект книжницы-часовни Свято-Николаевского братства на старой Базарной площади города Сочи. Копия документа из МКУ"Архив города Сочи"

### Строительство и открытие Часовни — книжницы
В феврале — октябре 1916 года усилиями Свято-Николаевского братства была отстроена и торжественно освящена часовня-книжница для торговли литературой на старой Базарной площади посада Сочи (ныне улица Поярко)
В июле 1927 года часовня была изъята из ведения Свято-Николаевской общины советской властью в «законном порядке» и впоследствии снесена.

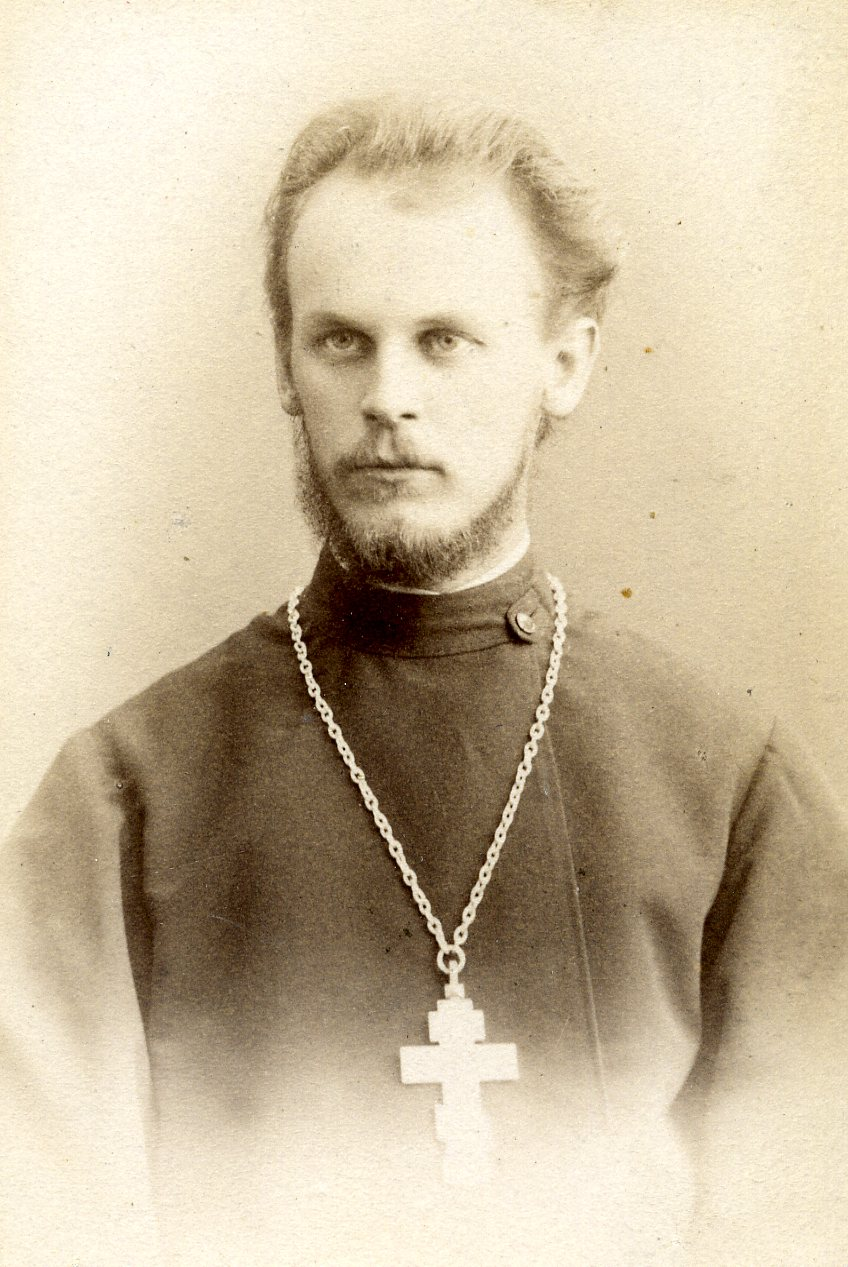
Священник Евгений Николаевич Ивановский. Казань 1900-е годы. Фотография из архива научного сотрудника Института русской литературы (Пушкинский дом) Алексея Марковича Любомудрова

## Настоятель храма и помощник председателя Свято-Николаевского братства
Настоятель храма священник Евгений Ивановский (1879—1926) (сын доктора богословия, профессора Ивановского) являлся помощником председателя и секретарём совета сочинского Свято-Николаевского братства. В 1916 году освятил первую на Черноморском побережье часовню-книжницу на Старо-базарной площади посада Сочи. В декабре 1917 года отпевал в Свято-Николаевском храме убитых в Сочи: отставного председателя Совета министров Российской империи Ивана Горемыкина, его супругу, зятя и дочь. В 1918 году отец Евгений переехал в село Весёлое (между Адлером и Гаграми), где служил в небольшой церкви. В 1926 году умер в возрасте 47 лет, предположительно от столбняка.